# Gran Duque de Fráncfort
El Gran Duque de Fráncfort (o Frankfurt) era un título alemán creado por Napoleón para el arzobispo y elector de Maguncia Karl Theodor von Dalberg. Este título hacía referencia al Gran ducado de Frankfurt, que llevaba el nombre de la ciudad de Fráncfort del Meno pero tenía su capital en Aschaffenburg. En 1813, más concretamente el 26 de octubre, el arzobispo von Dalberg abdicó sus poderes sobre el Gran Ducado en el hijo adoptivo de Napoleón, Eugène de Beauharnais. A pesar de esto, el ducado cesó de existir oficialmente el 5 de noviembre de 1813 cuando fue ocupado por los aliados.

## Grandes duques de Fráncfort
| Nombre                                     | Retrato    | Nacimiento                                 | Padre                     | Esposa             | Muerte               |
| ------------------------------------------ | ---------- | ------------------------------------------ | ------------------------- | ------------------ | -------------------- |
| Karl Theodor von Dalberg (1810-1813)       |            | 8 de febrero de 1744. Mannheim, Palatinado | Franz Henrich von Dalberg | —                  | 10/02/1817 (73 años) |
| Eugène de Beauharnais (26/10-5/11 de 1813) | EugeneBeau | 3 de septiembre de 1781. París, Francia    | Alejandro de Beauharnais  | Augusta de Baviera | 21/02/1824 (42 años) |